# Джунти, Иньяцио
Инья́цио Джу́нти (итал. Ignazio Giunti, 30 августа 1941 года, Рим — 10 января 1971 года, Буэнос-Айрес) — итальянский автогонщик, выступавший в Формуле-1 в 1970 году.

## Биография
Родился в семье владельца отеля из Калабрии. Родители не поощряли его стремление к автоспорту, поэтому ему приходилось участвовать в гонках на собственные средства. Дебютировал в гонках в возрасте 20 лет, стартовав в горных гонках и ралли на автомобиле Alfa Romeo Giulietta, одержал несколько побед. В 1964 году участвовал в итальянском чемпионате по автогонкам легковых автомобилей, где занял второе место в одной из гонок. После нескольких побед в европейских гонках легковых автомобилей в 1966 году перешёл в гонки формул и дебютировал в гонке «24 часа Ле-Мана», не добравшись до финиша за рулём автомобиля «ASA RB613».
В том же году начал выступления за команду «Альфа-Ромео», в которой выиграл гонку европейского чемпионата по автогонкам легковых автомобилей в Будапеште и финишировал третьим в Гран-при Белграда 1967 года. Его основные успехи в этой команде пришли после того, как «Альфа-Ромео» вывела в соревнования свою новую модель T33, на которой он завоевал призовые места в Тарга Флорио, Имоле и победу в классе в Ле-Мане. В 1970 году Джунти перешёл в команду спортивных автомобилей «Феррари», в которой в первом же сезоне выиграл 12 часов Себринга, Тарга Флорио, «9 часов Кьялами», а также завоевал призовые места в Монце и Уоткинс-Глене. Также дебютировал в чемпионате мира Формулы-1, финишировав четвёртым в своей дебютной гонке.
В январе 1971 года погиб во время гонки «1000 километров Буэнос-Айреса», когда на полной скорости врезался в «Matra-Simca» Жан-Пьера Бельтуаза, толкавшего свою заглохшую машину поперёк трассы. «Феррари» Джунти загоревшись, пролетела около 200 метров вдоль трассы и перевернулась, итальянец получил множественные переломы, 70-процентный ожог кожи и скончался в больнице спустя два часа.

## Результаты выступлений в Формуле-1
| Легенда к таблице |                                                                    |
| --- | ------------------------------------------------------------------ |
| В таблице перечислены результаты всех Гран-при Формулы-1, в которых принимал участие гонщик. Строками таблицы являются сезоны, столбцами — этапы чемпионата мира. В каждой клетке указаны сокращённое название этапа и результат, дополнительно обозначенный цветом. Расшифровка обозначений и цветов представлена в нижеследующей таблице. |                                                                    |
| \| Пример \| Описание \| \| ------------ \| ------------------------------------------------------------------ \| \| 1 \| Победитель \| \| 2 \| Второе место \| \| 3 \| Третье место \| \| 5 \| Финишировал, заработав очки \| \| Сход \| Не финишировал, но при этом заработал очки \| \| 12 \| Финишировал, не получив очков \| \| НКЛ \| Финишировал, но не попал в финальную классификацию \| \| 15 \| Участвовал вне зачёта, либо по отдельной классификации \| \| 18 \| Не финишировал, но попал в финальную классификацию \| \| Сход \| Не финишировал \| \| НКВ \| Не прошёл квалификацию \| \| НПКВ \| Не прошёл предквалификацию \| \| ДСК \| Дисквалифицирован \| \| ИСК \| Исключён из протокола соревнований \| \| ТТ \| Заявлен для участия только в тренировках \| \| НС \| Участвовал в квалификации, но не стартовал в гонке \| \| Т \| Травмирован или болен \| \| ОТК \| Отказ от участия \| \| НТР \| Прибыл на соревнования, но на трассу не выезжал \| \| НПР \| Был заявлен в числе участников, но не прибыл к началу соревнований \| \| О \| Соревнования отменены \| \| \| Не участвовал \| \| Поул-позиция \| \| \| Быстрый круг \| \| |                                                                    |
| Пример | Описание                                                           |
| 1 | Победитель                                                         |
| 2 | Второе место                                                       |
| 3 | Третье место                                                       |
| 5 | Финишировал, заработав очки                                        |
| Сход | Не финишировал, но при этом заработал очки                         |
| 12 | Финишировал, не получив очков                                      |
| НКЛ | Финишировал, но не попал в финальную классификацию                 |
| 15 | Участвовал вне зачёта, либо по отдельной классификации             |
| 18 | Не финишировал, но попал в финальную классификацию                 |
| Сход | Не финишировал                                                     |
| НКВ | Не прошёл квалификацию                                             |
| НПКВ | Не прошёл предквалификацию                                         |
| ДСК | Дисквалифицирован                                                  |
| ИСК | Исключён из протокола соревнований                                 |
| ТТ | Заявлен для участия только в тренировках                           |
| НС | Участвовал в квалификации, но не стартовал в гонке                 |
| Т | Травмирован или болен                                              |
| ОТК | Отказ от участия                                                   |
| НТР | Прибыл на соревнования, но на трассу не выезжал                    |
| НПР | Был заявлен в числе участников, но не прибыл к началу соревнований |
| О | Соревнования отменены                                              |
| | Не участвовал                                                      |
| Поул-позиция |                                                                    |
| Быстрый круг |                                                                    |

| Сезон | Команда          | Шасси         | Двигатель | Ш | 1   | 2   | 3   | 4     | 5   | 6      | 7   | 8   | 9     | 10       | 11  | 12  | 13  | Место | Очки |
| ----- | ---------------- | ------------- | --------- | - | --- | --- | --- | ----- | --- | ------ | --- | --- | ----- | -------- | --- | --- | --- | ----- | ---- |
| 1970  | Scuderia Ferrari | Ferrari 312 B | Ferrari   | F | ЮАР | ИСП | МОН | БЕЛ 4 | НИД | ФРА 14 | ВЕЛ | ГЕР | АВТ 7 | ИТА Сход | КАН | США | МЕК | 17    | 3    |